# Булик, Любомир
Любомир Булик (словен. Ľubomír Bulík; 22 сентября 1957, Турзовка, ЧССР) — словацкий генерал, начальник Генерального штаба Вооруженных сил Словацкой Республики (2004—2011).

## Биография
После окончания в 1977 году двухлетней офицерской школы в Вишкове-на-Мораве, в звании младшего лейтенанта начал службу в армию ЧССР. В 1981 году окончил Военную академию по специальности «военный-инженер».
До 1984 года занимал командно-штабные должности. С 1985 года — преподаватель военного вуза.
До 1993 года занимался исследовательской работой в области оперативного искусства и общей тактики.
В 1993—2004 годах работал в Министерстве обороны Словакии на должностях начальника отдела, начальника штаба и директора департамента. Некоторое время обучался за границей.
В 1995 году проходил подготовку в академии Генерального штаба бундесвера в Гамбурге. С марта по август 1998 года работал в Институте мировых исследований безопасности в Гамбурге. В 2000 году учился на курсах в Военном языковом институте Lackland AFB в Техасе, США.
Полковник Генерального штаба.
В сентябре 2000 года ему было присвоено звание генерала-инженера.
21 декабря 2004 года был назначен начальником Генерального штаба Вооруженных сил Словацкой Республики.
С 8 мая 2005 года — генерал-поручик. С 2007 года — генерал-лейтенант инженерно-технической службы ВС Словакии.
Автор ряда работ и статей по вопросам безопасности и обороны, оборонного планирования.
Владеет немецким, английским и русским языками. Женат, имеет двоих сыновей.